# Teken van Lhermitte
Het teken van Lhermitte of symptoom van Lhermitte is een elektrische gewaarwording die vanuit de nek langs de wervelkolom en de ledematen gevoeld wordt tot in de handen en voeten. Bij veel patiënten wordt het opgewekt door het hoofd voorover te buigen. (Vandaar ook wel kapperssymptoom genoemd.) Het teken is vernoemd naar Jacques Jean Lhermitte, een Frans neuroloog en neuropsychiater. 
Het komt onder andere voor bij multiple sclerose. 